# Kinder- und Hausmärchen

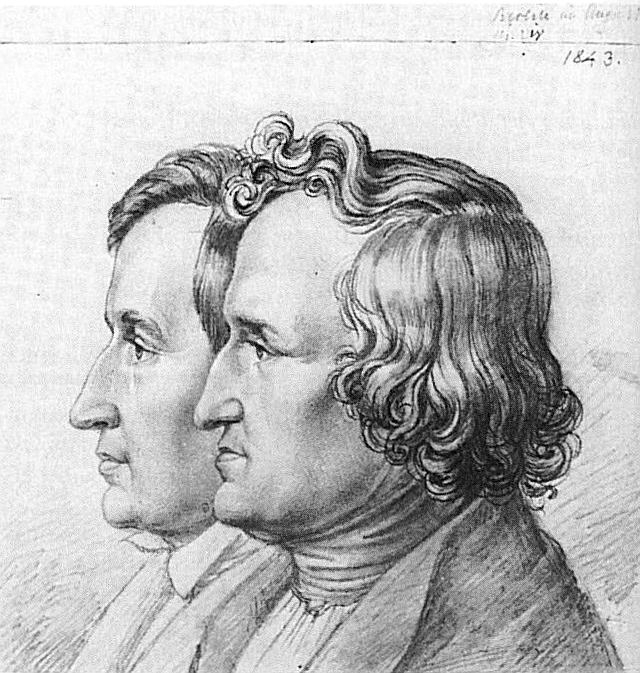
De gebroeders Grimm door hun broer Ludwig Emil Grimm, 1843

Kinder- und Hausmärchen (KHM) is de verzameling van 201 sprookjes en 10 kinderlegenden aangelegd door de gebroeders Grimm en uitgegeven vanaf 1812.
De sprookjes zijn genummerd van KHM1 tot en met KHM200 en worden als zodanig aangeduid. Zo heeft Sneeuwwitje de aanduiding KHM53. Er is één a-nummer, KHM151a (De twaalf luie knechten), en de verzameling bevat sinds de laatste editie dus 201 verhalen. De kinderlegenden hebben geen nummer gekregen, maar worden soms aangeduid met KHM(201) t/m KHM(210).
Sinds 2005 staat de sprookjesverzameling op de Werelderfgoedlijst voor documenten van UNESCO. 

## Verhalen
De sprookjes zijn door de gebroeders Grimm samengesteld uit verschillende uit de hele wereld verzamelde varianten. Kenmerkende elementen werden daarbij samengevoegd tot afgeronde verhalen. 
In de verschillende edities van Kinder- und Hausmärchen kwamen in de loop van de tijd verscheidene verhalen te vervallen en andere verhalen werden toegevoegd. Ze werden soms ook aangepast. De Nederlandse vertaling is gebaseerd op de laatste editie. De edities zijn:
1. 156 verhalen in 1815 (de twee delen samen, deel 1 verscheen in 1812)

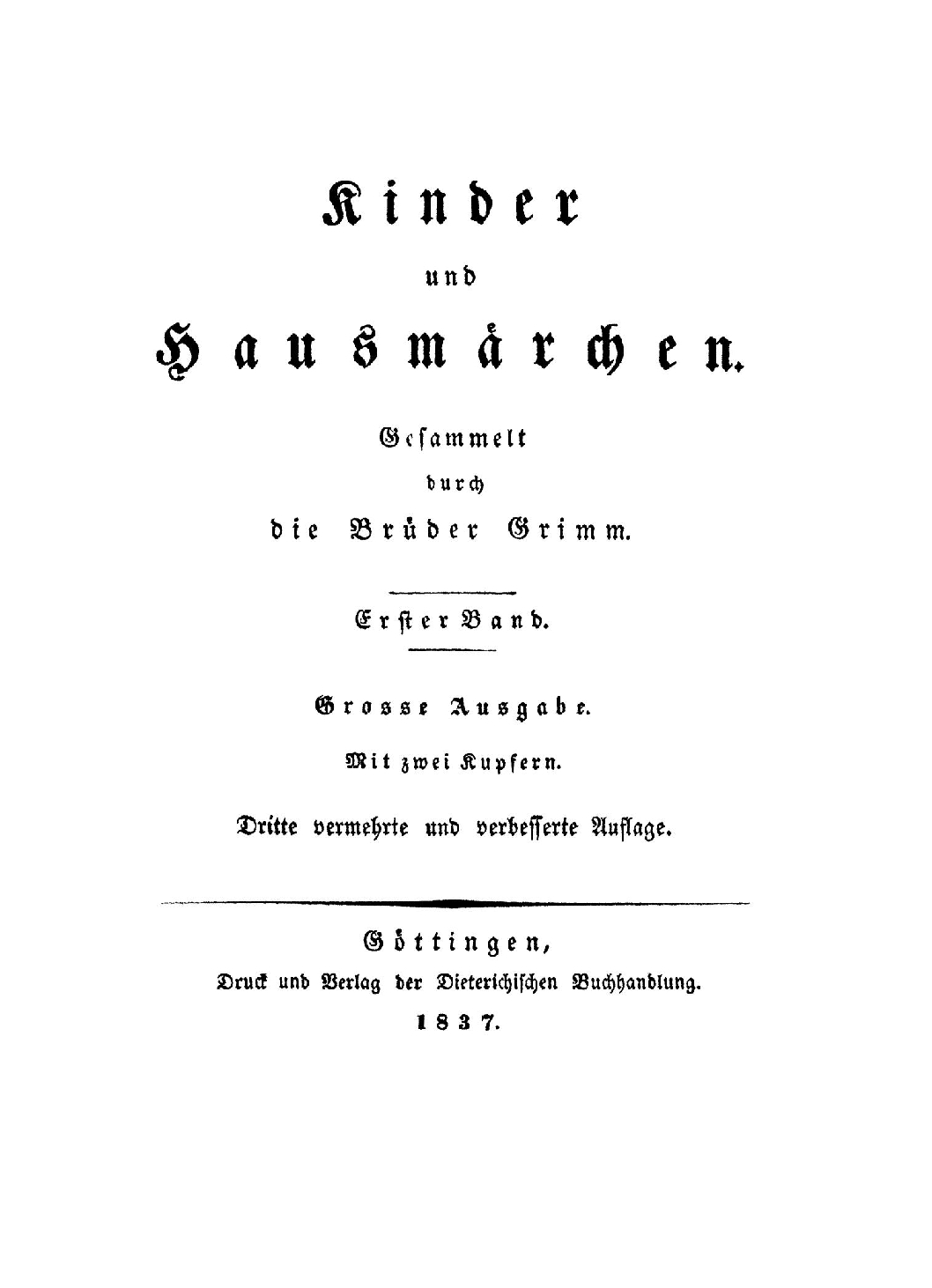
Kinder- und Hausmärchen, eerste deel, 1837

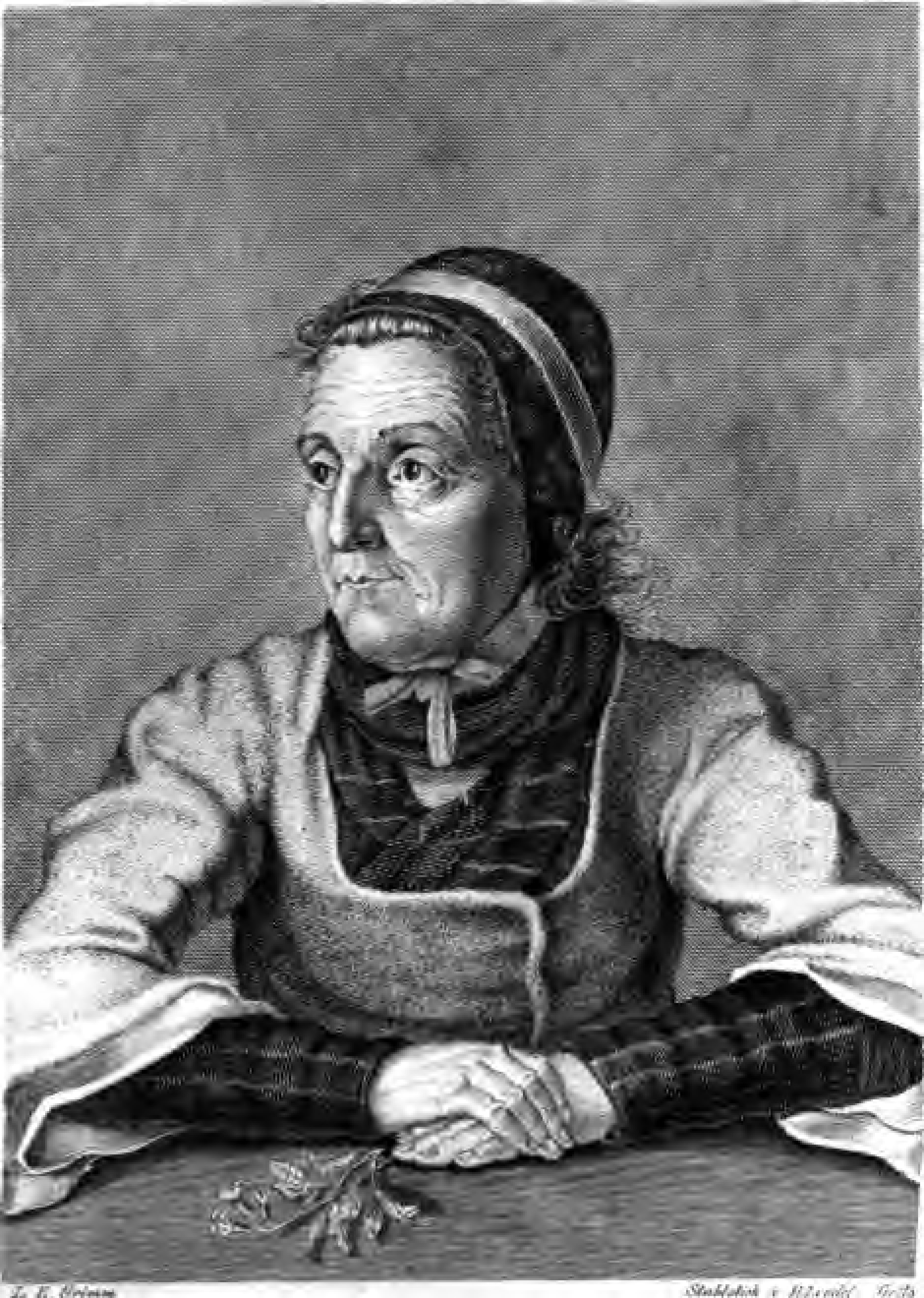
Dorothea Viehmann was een van de vertelsters van de sprookjes. Afbeelding uit de druk van 1857.

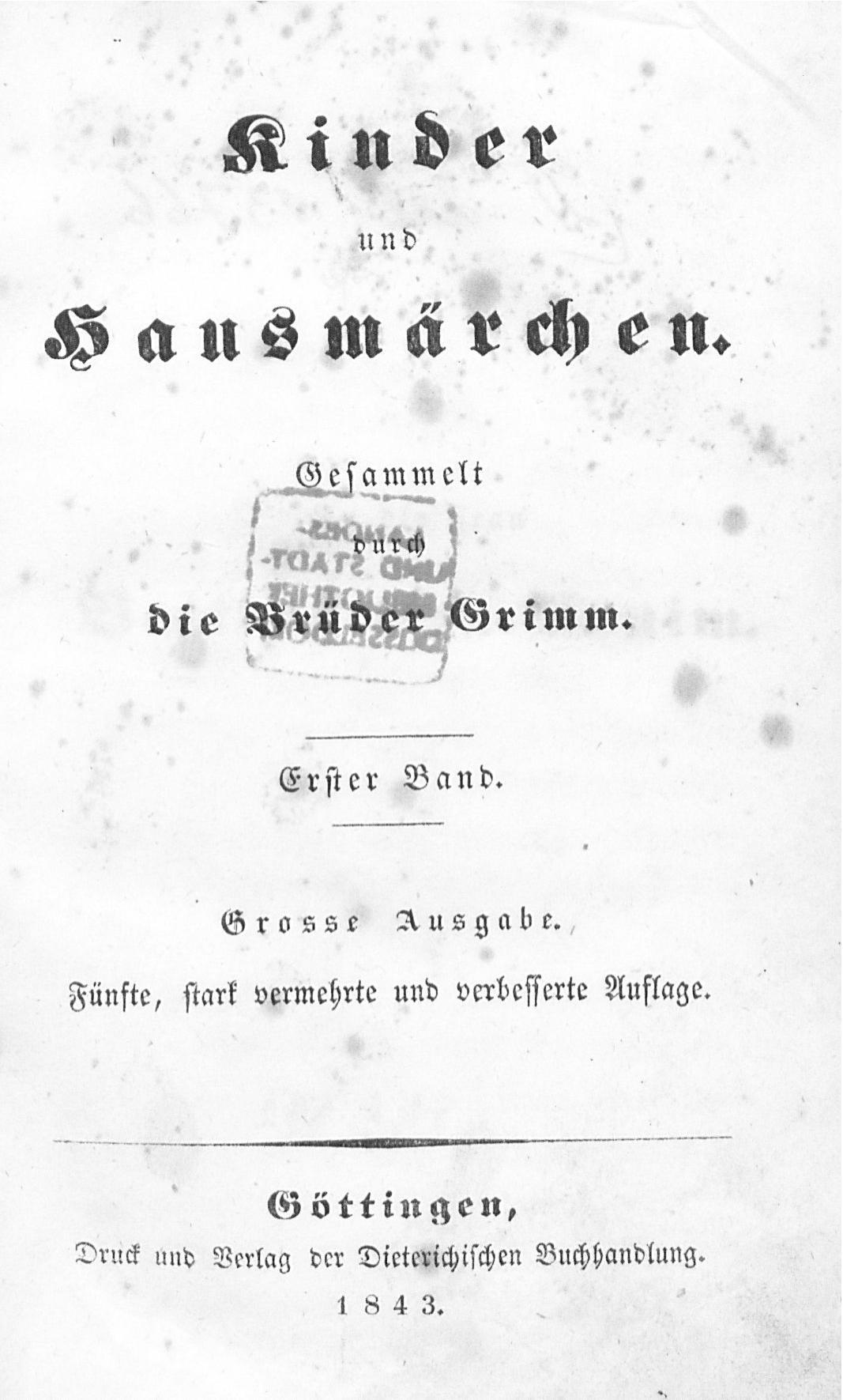
Kinder- und Hausmärchen, eerste deel, 1843

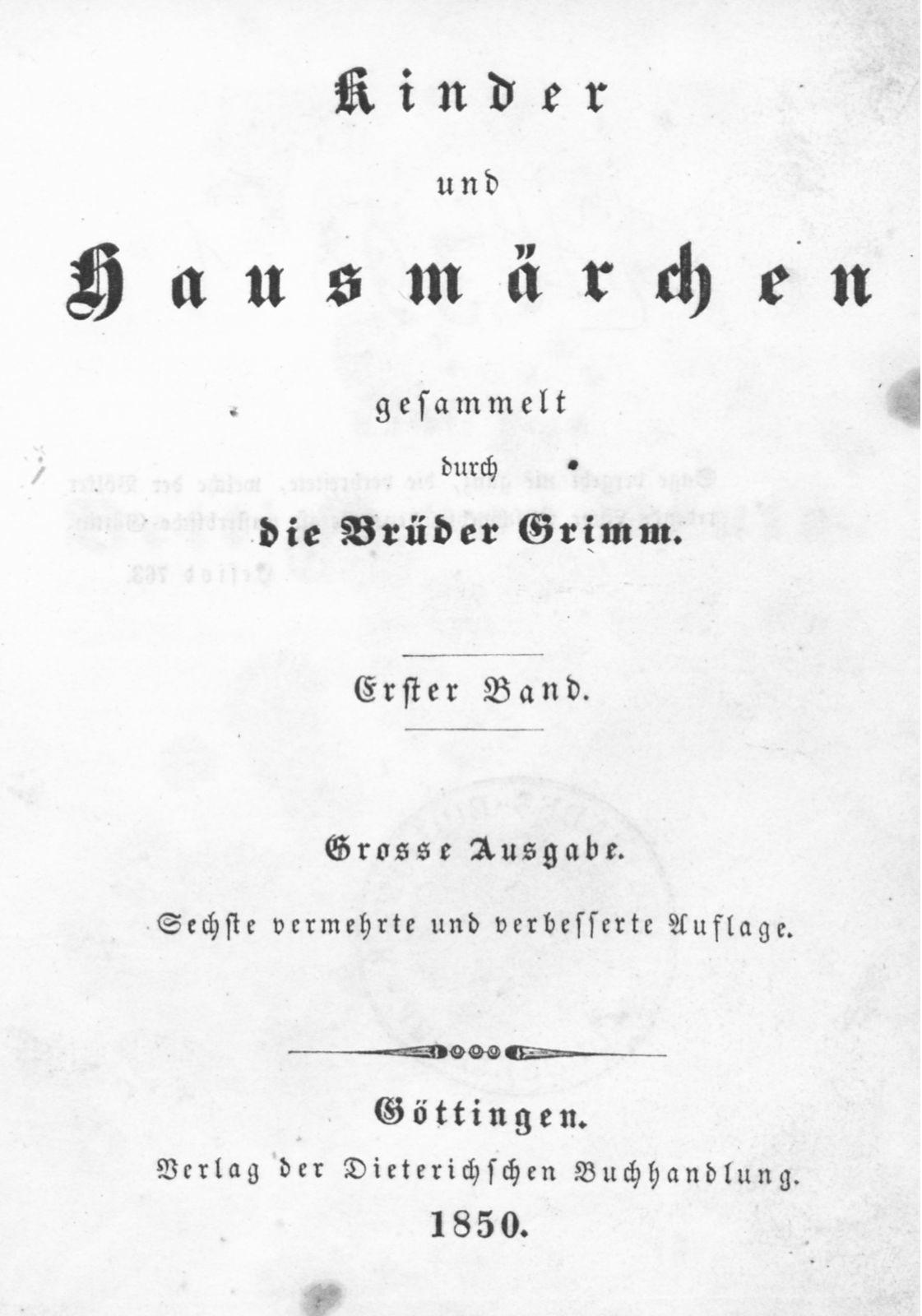
Kinder- und Hausmärchen, volledige uitgave, 1850

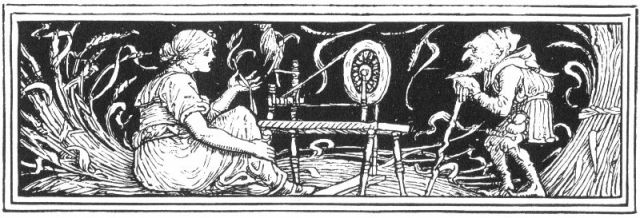
KHM55 Repelsteeltje, illustratie door Walter Crane voor de Engelse vertaling Household Stories by the Brothers Grimm, 1886

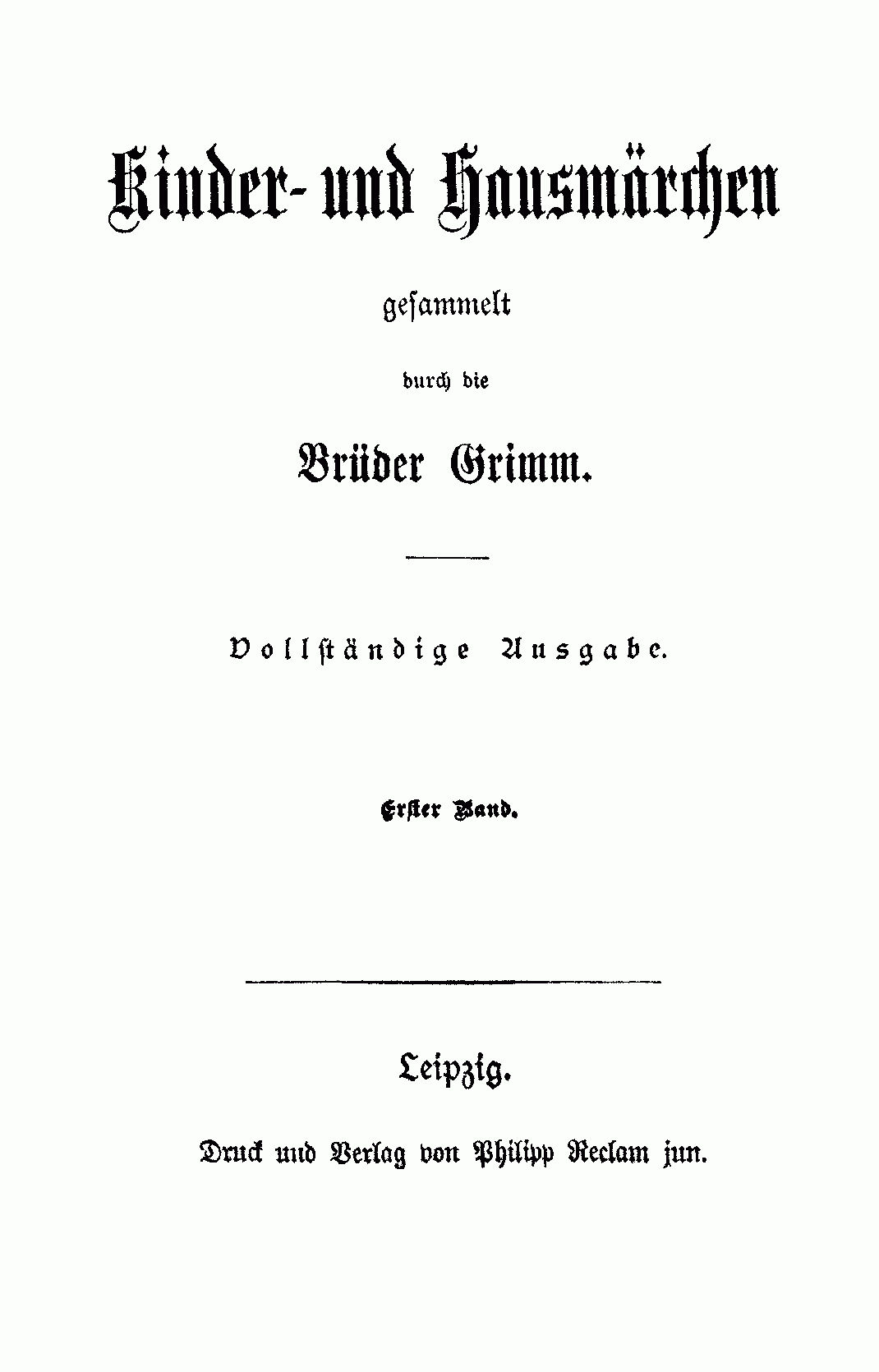
Kinder- und Hausmärchen, volledige uitgave, 1894

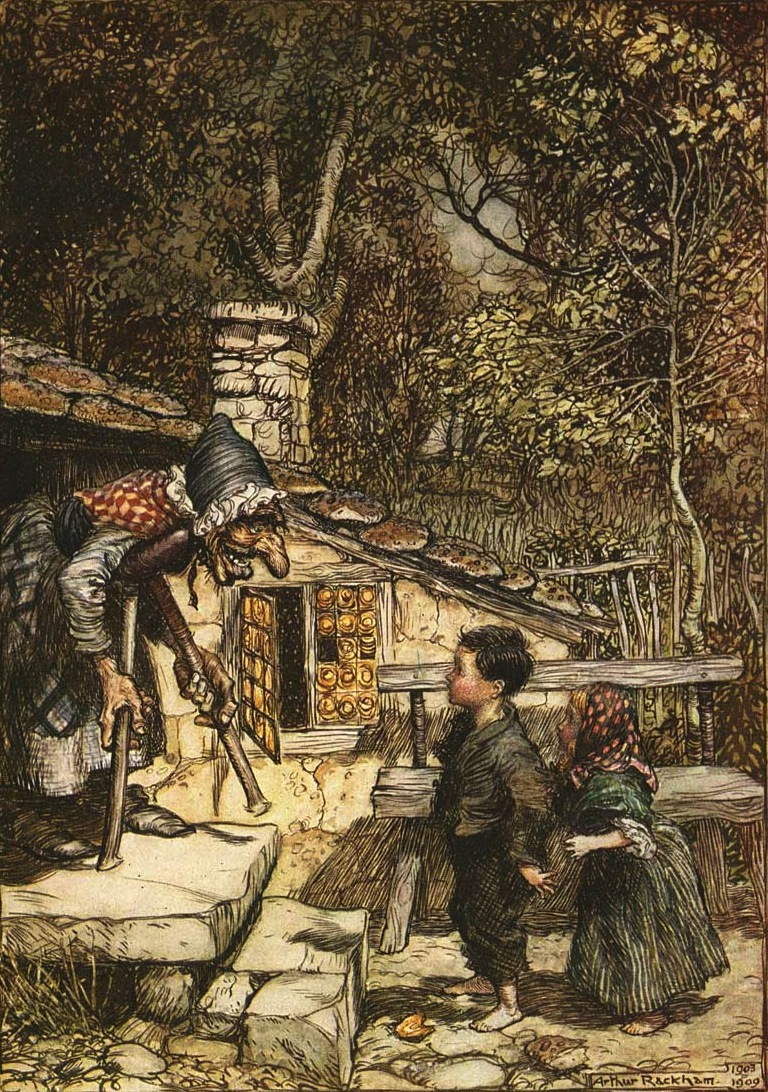
KHM15 Hans en Grietje en de heks, afgebeeld door Arthur Rackham in The Fairy Tales of the Brothers Grimm van Mevr. Edgar Lucas uit 1909

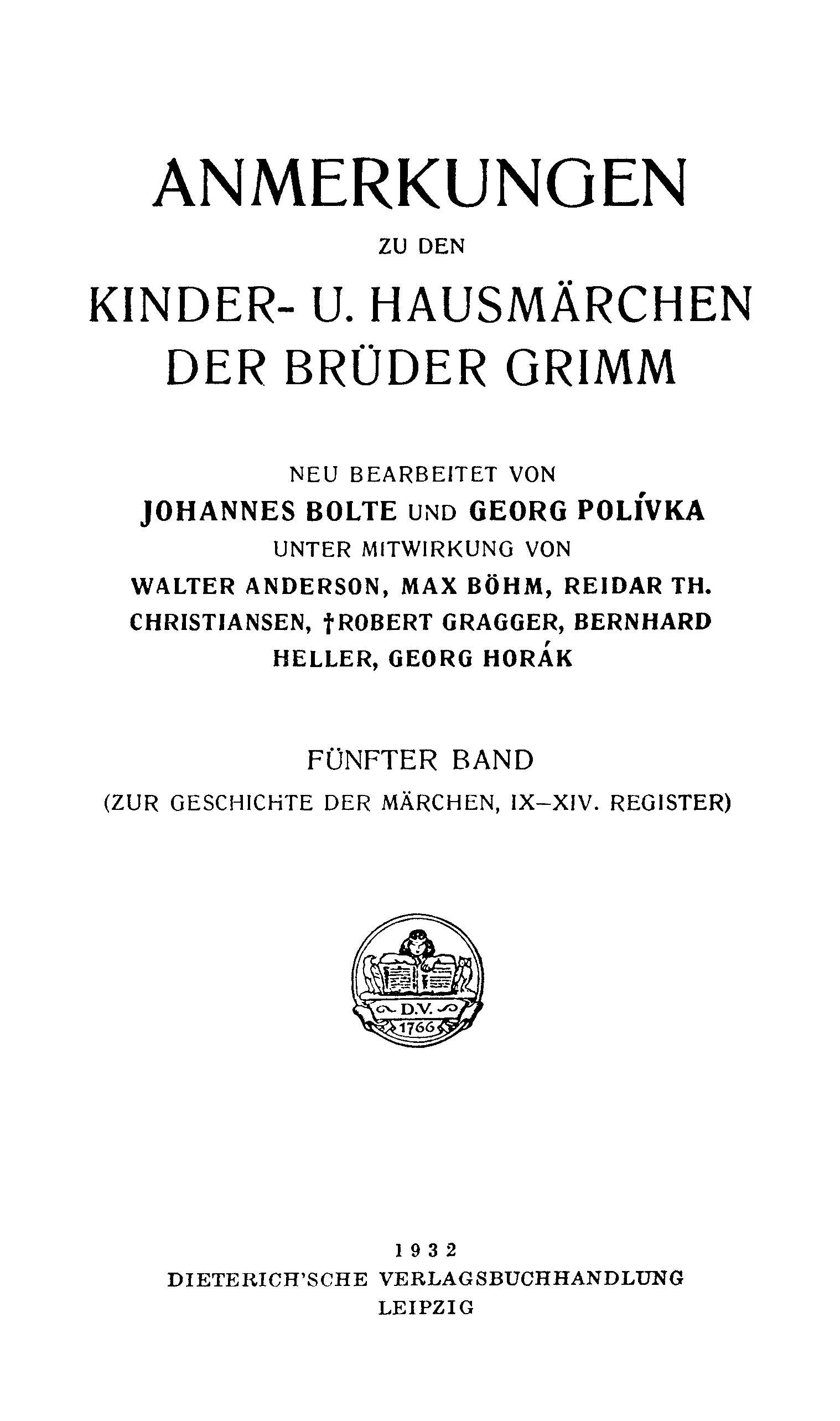
Anmerkungen, 1932; in de Anmerkungen gaven de gebroeders Grimm achtergrondinformatie.

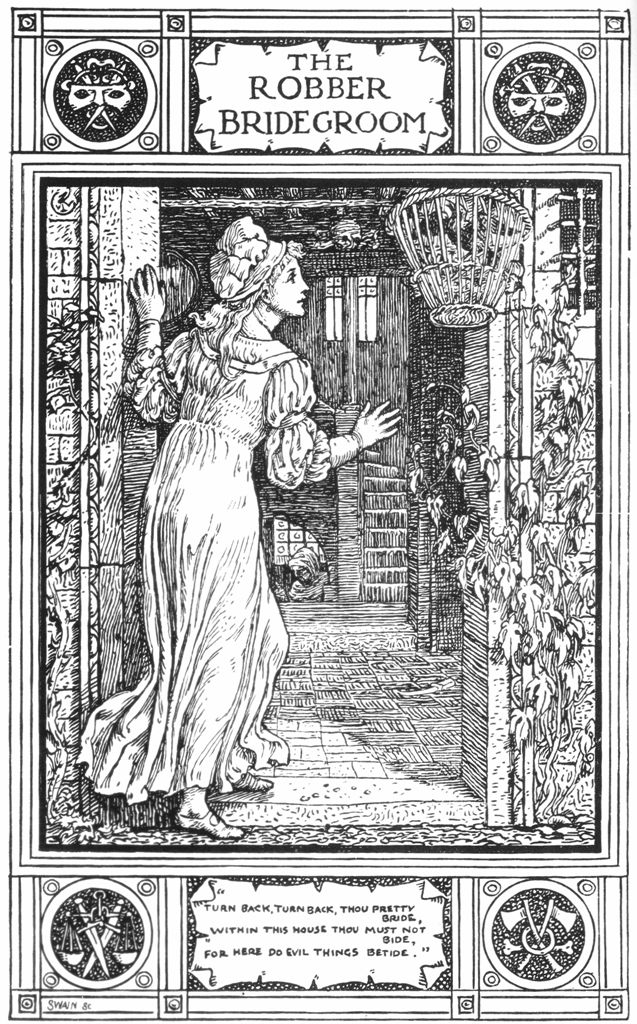
KHM40 De roversbruidegom, illustratie door Walter Crane in Household Stories by the Brothers Grimm, vertaald door Lucy Crane in 1886

2. 161 verhalen in 1819
3. 168 verhalen in 1837
4. 178 verhalen in 1840
5. 194 verhalen in 1843
6. 200 verhalen in 1850
7. 201 verhalen in 1857

### De volledige lijst van KHM-nummers
1. De kikkerkoning of IJzeren Hendrik
2. Het huishouden van kat en muis of Kat en muis samen thuis
3. Het kind van Maria
4. Sprookje van iemand die erop uittrok om te leren griezelen
5. De wolf en de zeven geitjes
6. De trouwe Johannes
7. De goede ruil
8. De wonderlijke speelman
9. De twaalf broeders
10. Het gespuis
11. Broertje en zusje
12. Raponsje
13. De drie mannetjes in het bos
14. De drie spinsters
15. Hans en Grietje
16. De drie slangenbladeren
17. De witte slang
18. Strohalm, kooltje vuur en boontje of Strohalm, kooltje en boon
19. Van de visser en zijn vrouw
20. Het dappere snijdertje of Het dappere kleermakertje
21. Assepoester
22. Het raadsel
23. Van het muisje, het vogeltje en de braadworst
24. Vrouw Holle
25. De zeven raven
26. Roodkapje
27. De Bremer straatmuzikanten
28. Het zingende botje
29. De duivel met de drie gouden haren
30. Luisje en Vlootje
31. Het meisje zonder handen
32. Slimme Hans of Snuggere Hans
33. De drie talen
34. Knappe Elsje of Pientere Elsje
35. De kleermaker in de hemel
36. Tafeltje dek je, ezeltje strek je en knuppel uit de zak
37. Duimendik
38. De bruiloft van vrouw Vos
39. De kabouters
40. De roversbruidegom
41. Meneer Korbes of Boeman
42. De peetoom
43. Vrouw Trui
44. De dood als peet of Peetoom Dood
45. Duimpje de wereld in of Duimpje op reis
46. Vleerken vogel
47. Van de wachtelboom of De jeneverboom
48. De oude Sultan
49. De zes zwanen
50. Doornroosje
51. Vondevogel
52. Koning Lijsterbaard
53. Sneeuwwitje
54. De ransel, het hoedje en het hoorntje
55. Repelsteeltje
56. Vrijer Roland of Geliefde Roland
57. De gouden vogel
58. De hond en de mus
59. Frieder en Katherliesje
60. De twee gebroeders
61. Het boerke
62. De bijenkoningin
63. De drie veren
64. De gouden gans
65. Bontepels
66. Hazekebruid
67. De twaalf jagers
68. De gauwdief en zijn meester
69. Jorinde en Joringel
70. De drie gelukskinderen
71. Met z'n zessen de hele wereld rond
72. De wolf en de mens
73. De wolf en de vos
74. De vos en de moeder van zijn petekind of De vos en vrouw Wolf
75. De vos en de kat
76. De anjer
77. Slimme Grietje
78. De oude grootvader en zijn kleinzoon
79. De waternimf
80. De dood van het hennetje
81. Vrolijke Frans
82. Speelhans
83. Gelukkige Hans
84. Hans viert bruiloft of De bruiloft van Hans
85. De goudkinderen of De gouden kinderen
86. De vos en de ganzen
87. De arme en de rijke
88. De zingende springende leeuwerik
89. De ganzenhoedster
90. De jonge reus
91. Het aardmanneke
92. De koning van de gouden berg
93. De raaf
94. De verstandige boerendochter
95. De oude Hildebrand of Boer Hildebrand
96. De drie vogeltjes
97. Het water des levens
98. Dokter Alwetend of Dokter Weetal
99. De geest in de fles
100. De roetzwarte broer van de duivel
101. Berenpels
102. Het winterkoninkje en de beer
103. De zoete pap
104. De verstandige lieden of Slimme mensen
105. Sprookje van de slang of Slangensprookje
106. De arme molenaarsknecht en het katje
107. De twee reisgezellen of De twee reizigers
108. Hans-mijn-egel
109. Het doodshemdje
110. De jood in de doornstruik
111. De volleerde jager of De jagersgezel
112. De dorsvlegel uit de hemel
113. De twee koningskinderen
114. Het snuggere snijdertje of Het schrandere kleermakertje
115. De heldere zon brengt het aan het licht
116. Het blauwe licht
117. Het eigenzinnige kind of Het koppige kind
118. De drie heelmeesters
119. De zeven Zwaben
120. De drie handwerksgezellen of De drie reizende gezellen
121. De koningszoon die nergens bang voor was
122. De groente-ezel
123. De oude vrouw in het bos
124. De drie broers
125. De duivel en zijn grootmoeder
126. Fernand getrouw en Fernand ontrouw
127. De ijzeren kachel
128. De luie spinster
129. De vier kunstvaardige broers of De vier vakkundige broers
130. Eenoogje, tweeoogje en drieoogje
131. Het mooie Katrinelletje en Pief Paf Poltrie
132. De vos en het paard
133. De stukgedanste schoentjes
134. De zes dienaren
135. De witte en de zwarte bruid
136. IJzeren Hans of IJzerhans
137. De drie zwarte prinsessen
138. Knoest en zijn drie zonen
139. Het meiske van Brakel
140. De huishouding
141. Het lammetje en het visje
142. Simeliberg
143. Op reis gaan of Op reis
144. Het ezeltje
145. De ondankbare zoon
146. De raap
147. Het mannetje dat jong gegloeid werd of Het mannetje dat verjongd werd in het vuur
148. Het gedierte van de Heer en de Duivel of De dieren van de Heer en de dieren van de duivel
149. De hanenbalk
150. De oude bedelares
151. De drie luiaards
  1. De twaalf luie knechten
152. Het herdersjongetje
153. De sterrendaalders
154. De gestolen duit
155. Bruidskeuze
156. Klitten of De plukken
157. De mus en zijn vier kinderen
158. Het sprookje van Luilekkerland
159. Het leugensprookje uit Ditmar
160. Raadselsprookje
161. Sneeuwwitje en Rozerood
162. De schrandere knecht of De slimme knecht
163. De glazen doodskist of De glazen kist
164. Luie Hein
165. Vogel Grijp
166. Sterke Hans
167. Het boerke in de hemel
168. Magere Liesje
169. Het boshuis
170. Lief en leed samen delen
171. Het winterkoninkje
172. De schol
173. De roerdomp en de hop
174. De uil
175. De maan
176. De duur van het leven of De levensduur
177. De boden van de dood
178. Meester Priem
179. De ganzenhoedster aan de bron
180. Eva's ongelijke kinderen
181. De waternimf in de vijver of De nimf in de vijver
182. De geschenken van het kleine volkje
183. De reus en de kleermaker
184. De hoefnagel
185. De arme jongen in het graf
186. De ware bruid
187. De haas en de egel
188. Het klosje, de schietspoel en de naald
189. De boer en de duivel
190. De broodkruimels op de tafel of De kruimels van de tafel
191. Het zeehaasje
192. De meesterdief
193. De trommelslager of De tamboer
194. De korenaar
195. De grafheuvel
196. De oude Rinkrank
197. De kristallen bol
198. Jonkvrouw Maleen
199. De laars van buffelleer
200. De gouden sleutel

### Kinderlegenden
De kinderlegenden worden meestal aangeduid met een nummer tussen haakjes vanaf 201:
(201). De heilige Jozef in het bos
(202). De twaalf apostelen
(203). De Roos
(204). Armoe en deemoed leide ten hemel
(205). De spijze Gods
(206). De drie groene twijgen
(207). Onze-Lieve-Vrouwenglaasje
(208). Het oude moedertje
(209). De hemelse bruiloft
(210). De hazelaar

## Verdwenen sprookjes
Enkele sprookjes uit eerdere edities komen niet terug.

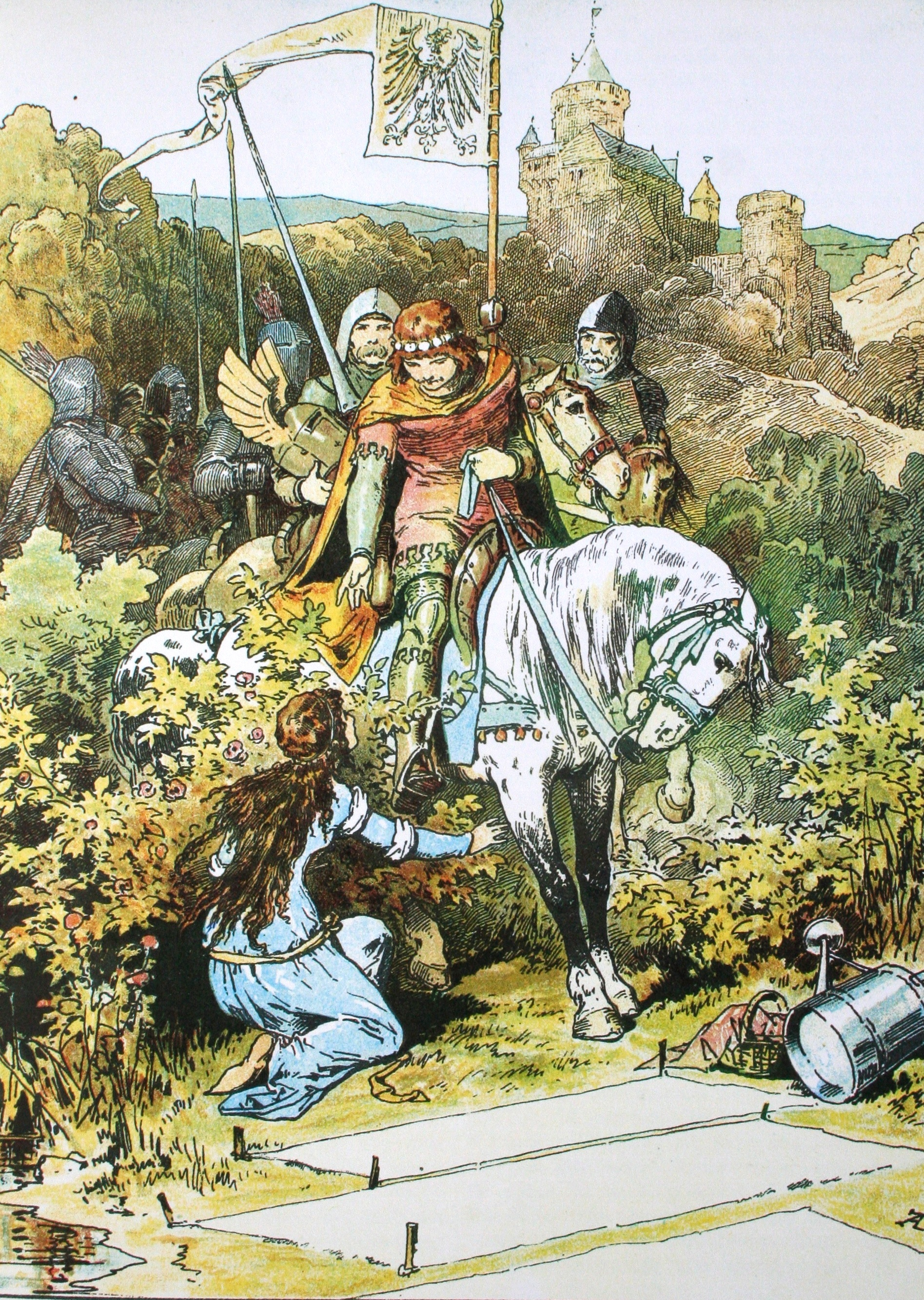
Die drei Schwestern

## Nederlandse vertalingen
- Sprookjes-boek voor Kinderen. Uit de Nalatenschap van Moeder de Gans, bijeenverzameld en uitgegeven door de Gebroeders Grimm, 1820
Geïllustreerde collectie van twintig sprookjes, vermoedelijk naar de tweede editie van 1819
- Volkssprookjes, 1866
Negenenveertig sprookjes met zwart-witplaten
- De sprookjes van Grimm, vertaald door M.M. de Vries-Vogel, 1942
Populaire volledige uitgave met illustraties van Anton Pieck, laatst herdrukt in 1984. WorldCat geeft als jaar van eerste uitgave 1940 bij uitgever De Haan, Utrecht.[1]
- Sprookjes voor kind en gezin, 1974
Complete uitgave van de 200 sprookjes en 10 legenden uit de editie van 1857, met zwart-witprenten, aantekeningen en register, samengesteld door diverse vertalers, illustratoren en onderzoekers
- De ongeschminkte Grimm, vertaald en toegelicht door Patricia van Reet, 1983
Editie van de 45 sprookjes uit het Ölenbergse handschrift, teruggevonden in 1920
- Alle sprookjes van Grimm, vertaald door M.M. de Vries-Vogel en Mariska Hammerstein, 2001
Selectie van 50 sprookjes uit de complete uitgave van 1942, overeenstemmend met de Kleine Uitgave. Vertaling van M.M. de Vries-Vogel bewerkt door Mariska Hammerstein en kleurenillustraties van Philip Hopman
- Grimm. Volledige uitgave van de 200 sprookjes verzameld door de gebroeders Grimm, vertaald door Ria van Hengel, 2005
Complete uitgave van de 200 sprookjes uit de editie van 1857, zonder de 10 legenden, met kleurenillustraties van Charlotte Dematons